# نورثروب إف-15 ريبورتر
نورثروب إف-15 ريبورتر (فيما بعد آر إف-61) طائرة تصوير استطلاعية أمريكية غير مسلحة. مستوحاة من المقاتلة الليلية نورثروب بّي-61 بلاك ويدو، كانت آخر طائرة استطلاعية مدعومة بمكبس صُمّمت وأُنتجت للقوات الجوية الأمريكية. على الرغم من إنتاجها بكميات محدودة مع فترة خدمة قصيرة نسبيًا، فقد كانت الصور الجوية لشبه الجزيرة الكورية من طراز إف-15 حيويةً في 1950 عندما غزت كوريا الشمالية الجنوب.

## التصميم والتطوير
صُنعت المراسلة إف-15 عندما أُزيلت البنادق من إكس بّي-61 إي التجريبية، البديلة عن الطائرة المقاتلة بلاك ويدو بّي-61. بعد زمن تحليق أقل من ستة أشهر، أُعيدت أول إكس بّي-61إي إلى متجر تعديل نورثروب إذ حُوّلت إلى طائرة تصوير استطلاعية غير مسلحة. أُزيلت جميع البنادق، ورُكّب أنف جديد قادر على حمل مجموعة متنوعة من الكاميرات الجوية. طارت الطائرة -المعاد تصميمها من طراز إكس إف-15- للمرة الأولى في 3 يوليو 1945، بقيادة طيّار اختبار نورثروب إل.إيه «سليم» باريت. عُدّلت بّي-61سي-1-إن أو (الرقم التسلسلي 42-8335) أيضًا حسب معايير إكس إف-15 كما إكس إف-15إيه. بصرف النظر عن محركات آر-2800-سي ذات التوربينات الفائقة، كانت مطابقة لطراز إكس إف-15 وطارت للمرة الأولى في 17 أكتوبر 1945. لأسباب مجهولة، وقعت نورثروب عقدًا باطنًا لصناعة أنف إف-15إيه مع شركة تول هيوز، كولفير سيتي، كاليفورنيا. استعملت إف-15إيه الأجنحة الموجودة في بّي-61سي (من دون مكابح المقاتلة)، لكن المحرك وقطع الذيل كانا جديدين تمامًا، وكان جسم الطائرة أبسط، إذ تكوَّن الطاقم من شخصين مع غطاء قمرة قيادة متصل.
نتيجة لاستمرار المشاكل التطويرية مع طراز إكس إف-11 المصممة من قبل هوارد هيوز، حددت هيئة مقر القوات الجوية التابع للجيش الحاجة الفورية إلى 320 مراسلة من طراز إف-15. حتى قبل الطيران الأول لـ إكس إف-15، وُقّع عقد أولي لـ 175 طائرة في يونيو 1945. بعد الاختبار، تقرّر أن المراسلة إف-15 تملك أداء وخصائص طيران مماثلة لتربلسوم إكس إف-11، على الرغم من أن الطائرة مزودة بمحرك أقل قوة مع استخدام أجزاء كان معظمها موجودًا مسبقًا. وكان هذا التطويرَ النهائي لطائرة إكس إف-11.
قُبل أول إنتاج من إف-15إيه في سبتمبر عام 1946. ومع ذلك، أُلغي العقد فجأة في 1947، ربما لأن أداءها طغى عليها أداء الطائرات الحربية بسرعة، مع آخر 36 فقط من الأمثلة التي قبلتها القوات الجوية التابعة للجيش الأمريكي في أبريل من ذلك العام. أنتجت آخر إف-15 (ذات الرقم مسلسل 45-59335) على أنها إف-15 آي-5- نو، التي تختلف عن الإصدار بلوك-1 أساسًا في وجود كاميرا داخلية جديدة في الأنف. ويبدو أن هذا التغيير قد حُدّد لآخر 20 طائرة إف-15 لأن بعض السجلات تشير إلى أنها أعيد تعيينها في نهاية المطاف لتطابق إف-15 آي-5- نو.

## التصميم
توجد للـ إف-15 حجرة قيادة محورية مع طيار وعامل تصوير يجلسان جنبًا إلى جنب تحت غطاء قمرة القيادة. في أول إكس بي-61 إي والتي حُوّلت إلى أول إكس إف-15، كان غطاء قمرة القيادة يفتح جانبيًا بينما استخدمت جميع الـ إكس إف-15 اللاحقة وإف-15 غطاء قمرة قيادة منزلقًا. وُضعت ست كاميرات ممدودة على أنف الطائرة مستبدلة أربع بنادق في إكس بي-61 إي. كان إنتاج إف-15 آي مزودًا بذات بالمحركات التوربينية آر-2800- 73 بضاغط أكسجين توربيني للمحرك كما في بي-61 سي.
كان مكان جلوس الطيار في الأمام مع عامل الاستطلاع في الجزء الخلفي. حيث يسيطر المقعد الخلفي على التحكم بالكاميرات وقيادة الطائرة. يبدو أن مقعد قائد الطائرة من طراز إف-15 آي كان مجهزًا بمجموعة من أجهزة قيادة الطيران البدائية، ما يتيح لعامل الاستطلاع أن يسعف الطيار إن لزم الأمر. عُيّن كُلُّ من عضوي طاقم القيادة طيارين ودُرّبا على مهمة الاستطلاع لذلك كانا عادة ما يغيران موضعهما في كل رحلة.